# Wienerwald
Wienerwald é um município da Áustria localizado no distrito de Mödling, no estado de Baixa Áustria.
Wienerwald é também o nome em alemão dos Bosques de Viena.